# Krzysztof Penderecki
Krzysztof Eugeniusz Penderecki (ur. 23 listopada 1933 w Dębicy, zm. 29 marca 2020 w Krakowie) – polski kompozytor, dyrygent i pedagog muzyczny. Przedstawiciel polskiej szkoły kompozytorskiej lat sześćdziesiątych XX wieku. Profesor i rektor Akademii Muzycznej w Krakowie, która 1 stycznia 2021 przyjęła jego imię.
Skomponował cztery opery, osiem symfonii i szereg innych utworów orkiestrowych, koncertów instrumentalnych, oprawę chóralną głównie tekstów religijnych, a także utwory kameralne i instrumentalne. Wśród jego najbardziej rozpoznawalnych utworów są Ofiarom Hiroszimy – Tren, Pasja według św. Łukasza, Polskie Requiem oraz III Symfonia.
Studiował kompozycję w Państwowej Wyższej Szkole Muzycznej w Krakowie (obecnie Akademia Muzyczna w Krakowie), gdzie po uzyskaniu dyplomu podjął pracę nauczyciela akademickiego. Po raz pierwszy zdobył rozgłos w 1959 po premierowym wykonaniu utworów Strofy, Emanacje i Psalmy Dawida na festiwalu Warszawska Jesień. Powszechne uznanie przyniosła mu kompozycja Tren na orkiestrę smyczkową, poświęcona ofiarom ataku atomowego na Hiroszimę, oraz chóralne dzieło Pasja według św. Łukasza. Jego pierwsza opera, Diabły z Loudun, została premierowo wystawiona w Hamburgu i Stuttgarcie w 1969. Począwszy od połowy lat 70. styl kompozytorski Pendereckiego zmienił się, a jego pierwszy koncert skrzypcowy skupił się na półtonie i trytonie. W latach 80. powstało jego chóralne dzieło Polskie Requiem.
Jego muzyka niejednokrotnie była wykorzystywana przez twórców filmowych. Utwory Pendereckiego znalazły się w filmach, takich jak Egzorcysta Williama Friedkina, Lśnienie Stanleya Kubricka, Dzikość serca Davida Lyncha, Ludzkie dzieci Alfonso Cuaróna, Katyń Andrzeja Wajdy oraz Wyspa tajemnic Martina Scorsese. Sam również napisał muzykę do szeregu polskich i zagranicznych filmów.
Za swoją pracę otrzymał szereg prestiżowych nagród, w tym dwukrotnie Prix Italia: w 1967 i 1968, oraz czterokrotnie Nagrodę Grammy: w 1988, 1999 (dwie) i 2017. Szereg uczelni wyższych w Europie i Stanach Zjednoczonych przyznało mu tytuł doctora honoris causa. Posiadał honorowe obywatelstwo Bydgoszczy i był honorowym prezesem Związku Kompozytorów Polskich. Otrzymał szereg odznaczeń państwowych. Kawaler najwyższego polskiego odznaczenia, Orderu Orła Białego. Był także wielokrotnie nominowany do nagród Akademii Fonograficznej „Fryderyk” w kategoriach muzyki poważnej (w tym czterokrotnie w kategorii kompozytor roku muzyki poważnej). W 2009 otrzymał Złotego Fryderyka za całokształt twórczości w muzyce poważnej.
Był członkiem Polskiej Akademii Umiejętności oraz Akademii Fonograficznej ZPAV. Przewodniczył jury w konkursie kompozytorskim na skomponowanie opery Człowiek z Manufaktury. W 2012 dziennik „The Guardian” nazwał go „najprawdopodobniej największym żyjącym polskim kompozytorem”.

## Życiorys

### Wczesne lata
Urodził się 23 listopada 1933 w Dębicy. Był synem adwokata Tadeusza Pendereckiego i Zofii z domu Berger. Ze strony ojca dziadek był pochodzenia ukraińskiego i należał do kościoła greckokatolickiego, a babka, Stefania Szylkiewicz, miała pochodzenie ormiańskie, natomiast ze strony matki – niemieckie. O ukraińskim pochodzeniu nazwiska i rodziny ze strony dziadka Penderecki dowiedział się dopiero na początku lat 90., kiedy to podczas przedstawień na Ukrainie poznał krewnych. Wywodził się z rodziny o tradycjach artystycznych – muzykami byli m.in. jego ojciec, a także dziadek, Robert Berger (zawodowo bankier); kuzynem był zaś Tadeusz Kantor.
Mając sześć lat, uczęszczał na lekcje gry na fortepianie, które przerwał z powodu niepedagogicznego podejścia nauczycielki. Po zakończeniu II wojny światowej zaczął naukę gry na skrzypcach. Pracował też ze Stanisławem Dallą, u którego boku zaczął pisać swoje pierwsze kompozycje – brak nut z etiudami skrzypcowymi spowodowany wojną zmusił ich do samodzielnego pisania ćwiczeń. Pobierał też lekcje kompozycji u Franciszka Skołyszewskiego. W latach 1955–1958 studiował kompozycję w Państwowej Wyższej Szkole Muzycznej w Krakowie w klasie Artura Malawskiego.

### Działalność muzyczna
W 1959 za kompozycje: Strofy, Emanacje oraz Psalmy Dawida zdobył trzy pierwsze nagrody w konkursie Związku Kompozytorów Polskich. W nagrodę otrzymał stypendium umożliwiającego wyjazd na zagraniczną uczelnię. W tym czasie z przyjaciółmi (m.in. Piotrem Skrzyneckim i Bronisławem Chromym) założył Piwnicę pod Baranami.
Równocześnie zajął się komponowaniem muzyki dla teatru i filmu. Pierwszym spektaklem teatralnym z muzyką Pendereckiego był Złoty kluczyk/ Jekateriny Borysowej w reżyserii Władysława Jaremy (premiera 12 maja 1957 roku w Krakowie w Teatrze Lalek „Groteska”). W 1959 roku w Studiu Filmów Rysunkowych w Bielsku-Białej stworzył muzykę do pierwszego filmu animowanego Bulandra i diabeł w reżyserii Jerzego Zitzmana i Lechosława Marszałka. W 1959 roku napisał partyturę do pierwszego krótkometrażowego filmu fabularnego Jana Łomnickiego Nie ma końca wielkiej wojny (WFDiF Warszawa). W kolejnych latach stworzył ponad dwadzieścia oryginalnych opraw muzycznych spektakli dramatycznych, ponad 40 – lalkowych oraz skomponował oryginalną muzykę do co najmniej jedenastu filmów dokumentalnych i fabularnych oraz do dwudziestu pięciu filmów animowanych dla dorosłych i dla dzieci.
Międzynarodowy rozgłos przyniosły mu utwory o oryginalnej kolorystyce dźwiękowej, często wykorzystujące niekonwencjonalne techniki artykulacji (np. stukanie w denko instrumentów smyczkowych). Taka technika kompozytorska otrzymała miano sonoryzmu, w tym stylu skomponowana została m.in. Pasja według św. Łukasza. Niedługo później stworzył pierwsze dzieło operowe Diabły z Loudun, którego prawykonanie odbyło się 20 czerwca 1969 w Operze Hamburskiej w reżyserii Konrada Swinarskiego.
Od 1973 zajmował się dyrygenturą, prowadząc polskie oraz światowe zespoły symfoniczne, wykonując m.in. utwory Beethovena, Schuberta, Mendelssohna, Szostakowicza oraz własne.
Od 1978 był członkiem Społecznego Komitetu Odnowy Zabytków Krakowa (SKOZK).
W 1996 skomponował symfonię-oratorium Siedem bram Jerozolimy na zamówienie miasta Jerozolimy z okazji jubileuszu 3000 lat Świętego Miasta; prawykonanie miało miejsce w Jerozolimie 9 stycznia 1997, a pierwsze wykonanie w Polsce odbyło się w Warszawie 14 marca 1997.
Założył międzynarodową akademię muzyczną Europejskie Centrum Muzyki w Lusławicach, gdzie mieszkał od 1976. Otwarcie akademii odbyło się 21 maja 2013.

## Twórczość

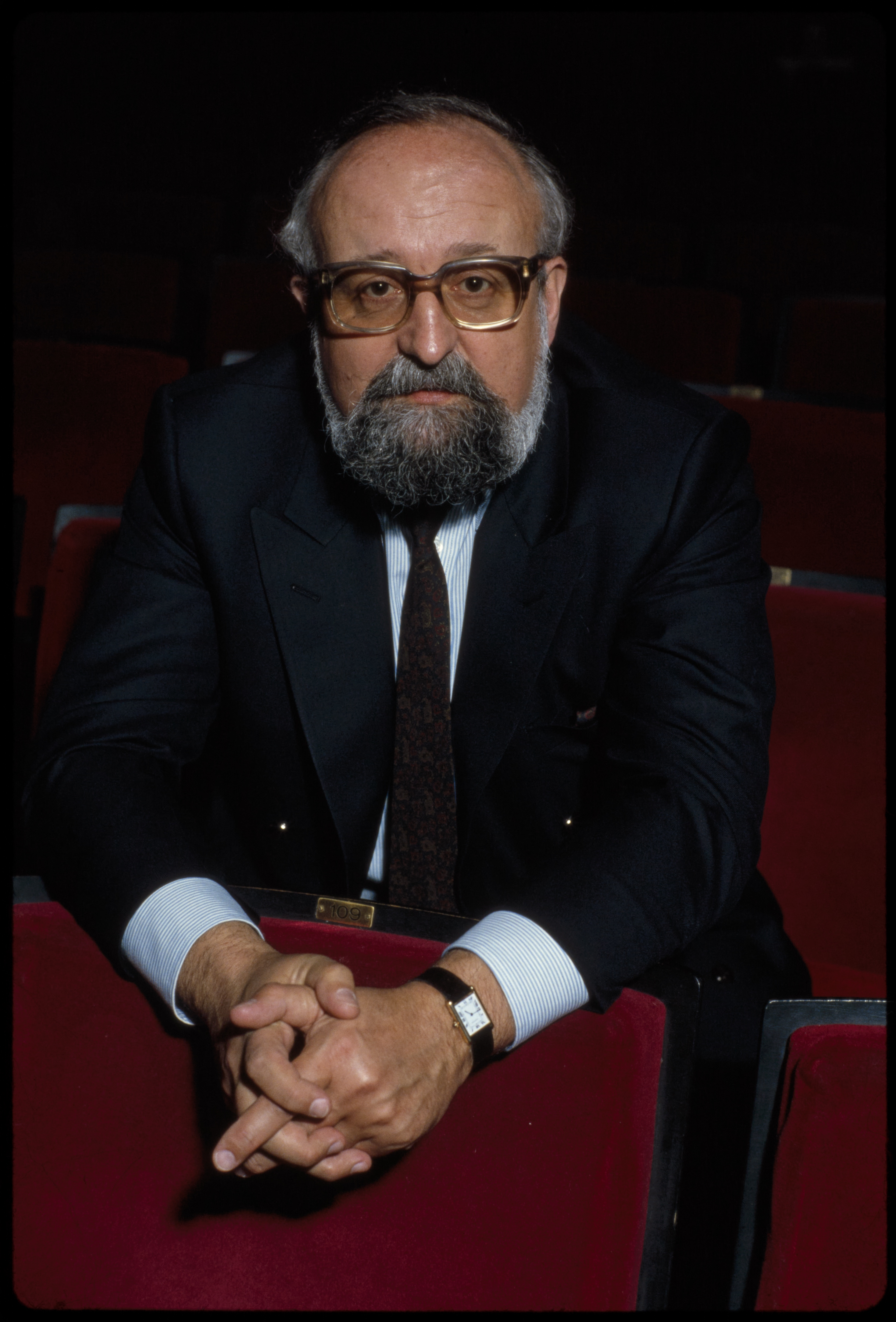
Penderecki w latach 80.

Był jednym z pierwszych kompozytorów wykorzystujących w grze technikę wydobywania dźwięku nietradycyjnymi sposobami z tradycyjnych instrumentów, która otrzymała miano sonoryzmu. Ten styl charakteryzują np. utwory Ofiarom Hiroszimy – tren, Polymorphia i De natura sonoris oraz Pasja według św. Łukasza, chociaż w utworze tym kontrastem wobec awangardowo skomponowanych, dramatycznych scen są epizody medytacyjne, nawiązujące do tradycyjnej melodii i harmonii.
W niebanalny sposób realizował postulaty ówczesnej awangardy (jej zakończeniem w twórczości kompozytora była I Symfonia na orkiestrę). Jednym z nich był „aleatoryzm niezamierzony”, polegający na niedokładnym zapisywaniu partytur. Wprawdzie ogromnie utrudniało to wykonania i z powodu protestów wykonawców w późniejszych wydaniach kompozytor zezwalał na zapisywanie nut w konwencjonalny, precyzyjny sposób (uzmysławia to pierwsze i późniejsze wydania Pasji według św. Łukasza), lecz sama koncepcja stanowiła wyraźne usprawnienie procesu zapisywania złożonych partytur na ogromne obsady wokalno-instrumentalne i pozwalała szybciej realizować kolejne zamówienia.
U progu lat 70. porzucił technikę sonorystyczną, coraz częściej komponował tonalnie, orkiestrując w stylu niemieckiej muzyki symfonicznej z końca XIX wieku (Symfonia wigilijna). Zarzucano mu, że „zdradził awangardę”, ale ten styl znalazł aprobatę szerokiej publiczności. W Polsce zainteresowanie budziły w latach 80. utwory nawiązujące do wydarzeń politycznych, np. Polskie Requiem, jeden z utworów zaliczanych do tzw. socrealizmu liturgicznego.
W oryginalny sposób konstruował swoje wieloczęściowe utwory. Najpierw powstawała jedna lub kilka części, następnie dopisywane były do nich następne. Tym sposobem utwór był wielokrotnie prezentowany w wersji premierowej. Świadczy to o zaangażowaniu kompozytora w proces tworzenia dzieła i ciągłym dążeniu do doskonałości. Powstawało w ten sposób Polskie Requiem, a w 2020 w trakcie przedłużania była VIII Symfonia, której początkowa wersja zamówiona została na otwarcie Filharmonii w Luksemburgu i tam wykonana w 2005.
Skłonność do usprawniania procesu twórczego, której pierwszym przejawem był aleatoryzm niezamierzony, skłoniła Pendereckiego do przeniesienia do muzyki tradycji znanej w przeszłości w środowisku malarzy, a polegającej na tym, iż mistrz przyjmuje zamówienia i koordynuje pracę, natomiast uczniowie wykonują konkretne zadania, takie jak adaptacja utworu na kolejne obsady albo rozwinięcie pomysłów naszkicowanych przez mistrza.
Melancholijny charakter wielu epizodów w utworach z ostatnich lat wynika z osobistych preferencji kompozytora, których nie ujawnił osobiście.
Fragmenty dzieł Pendereckiego wykorzystał Andrzej Wajda w filmie „Katyń”; opracowanie ścieżki dźwiękowej przygotował Stanisław Radwan, a wcześniej Stanley Kubrick w filmie Lśnienie.

### Działalność pedagogiczna

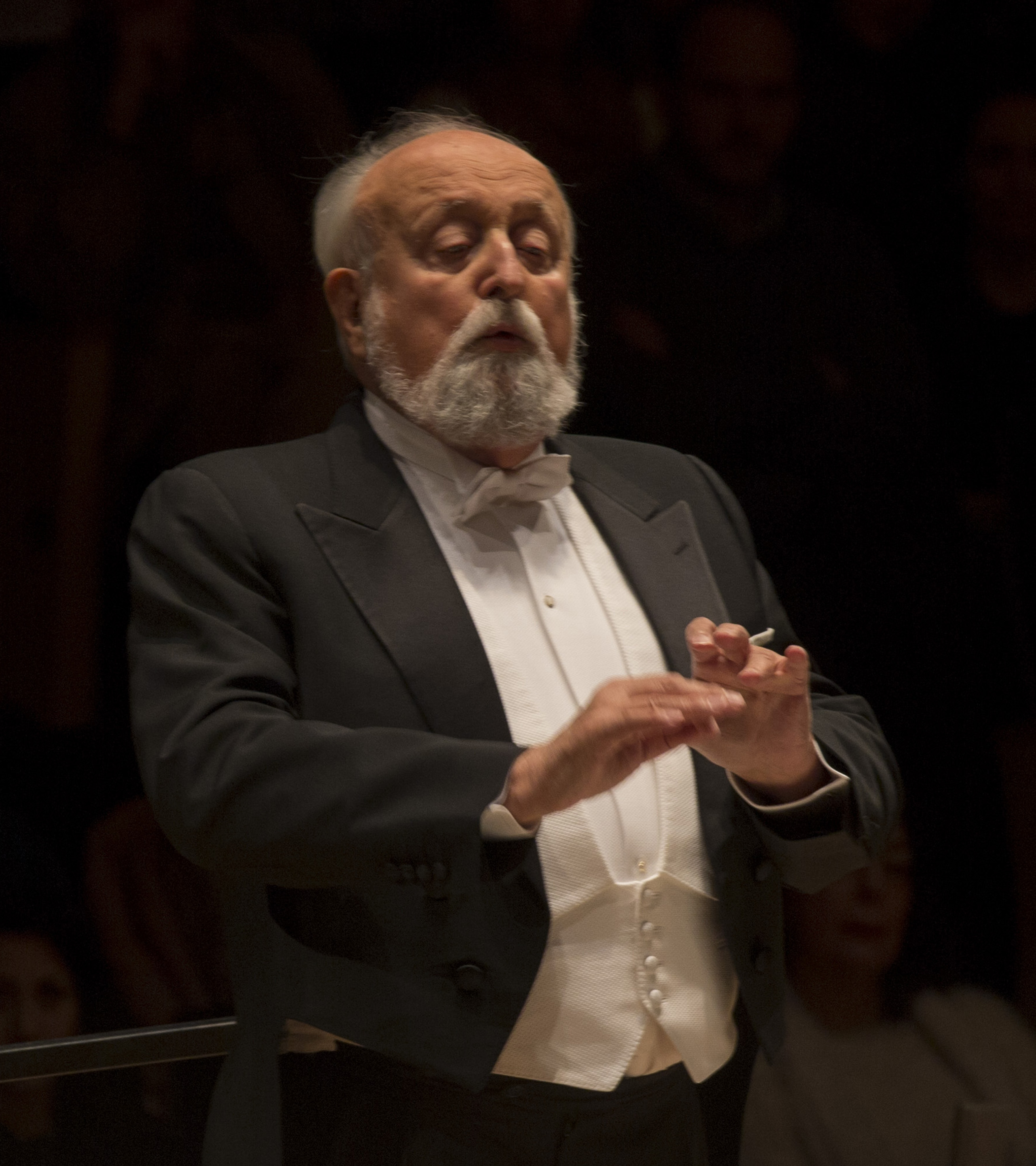
Krzysztof Penderecki

Wkrótce po ukończeniu studiów podjął działalność pedagogiczną na macierzystej uczelni. Wśród jego studentów znaleźli się m.in. Marek Stachowski, Abel Korzeniowski, Stanisław Radwan, Antoni Wit, Joanna Wnuk-Nazarowa czy Krzysztof Meyer; ten ostatni jednak wspomina, że przez dwa lata studiów u Pendereckiego spotkał się z nim „dokładnie siedem razy”, a pracę dyplomową Penderecki jedynie przekartkował.
W 1972 Penderecki, nie należąc do PZPR, dzięki swojej renomie oraz interwencji w Ministerstwie Kultury grupy wykładowców uczelni (m.in. Mieczysława Tomaszewskiego, Krzysztofa Meyera oraz partyjnego Krzysztofa Missony) został nominowany na rektora, zamiast wybranego przez władze Tadeusza Machla. Krakowska PWSM stała się wówczas jedyną uczelnią o niepartyjnych władzach, samego Pendereckiego nazywano „parasolem”. Rektorat Pendereckiego trwał nieprzerwanie przez 15 lat.

### Działalność społeczna i polityczna
13 listopada 2007 został członkiem Honorowego Komitetu Rozwoju Centrum Onkologii Ziemi Lubelskiej im. św. Jana z Dukli. Został członkiem honorowego komitetu poparcia Bronisława Komorowskiego przed przyspieszonymi wyborami prezydenckimi 2010 oraz przed wyborami prezydenckimi w Polsce w 2015 roku.

### Życie prywatne
W wieku 21 lat poślubił koleżankę ze szkoły średniej, pianistkę Barbarę Gracę, która przyjęła jego nazwisko. Mieli córkę, Beatę, która została absolwentką Akademii Muzycznej i dziennikarką Polskiego Radia w Krakowie. Para rozwiodła się.
19 grudnia 1965 zawarł związek małżeński z Elżbietą Solecką, która również przyjęła jego nazwisko. Doczekali się dwójki dzieci, Łukasza (ur. 1966) i Dominiki (ur. 1971). Syn ukończył cztery kierunki studiów: medycynę, psychologię, zarządzanie i polonistykę, a także praktykował jako psychiatra, a córka została absolwentką filologii włoskiej.

### Śmierć i pogrzeb

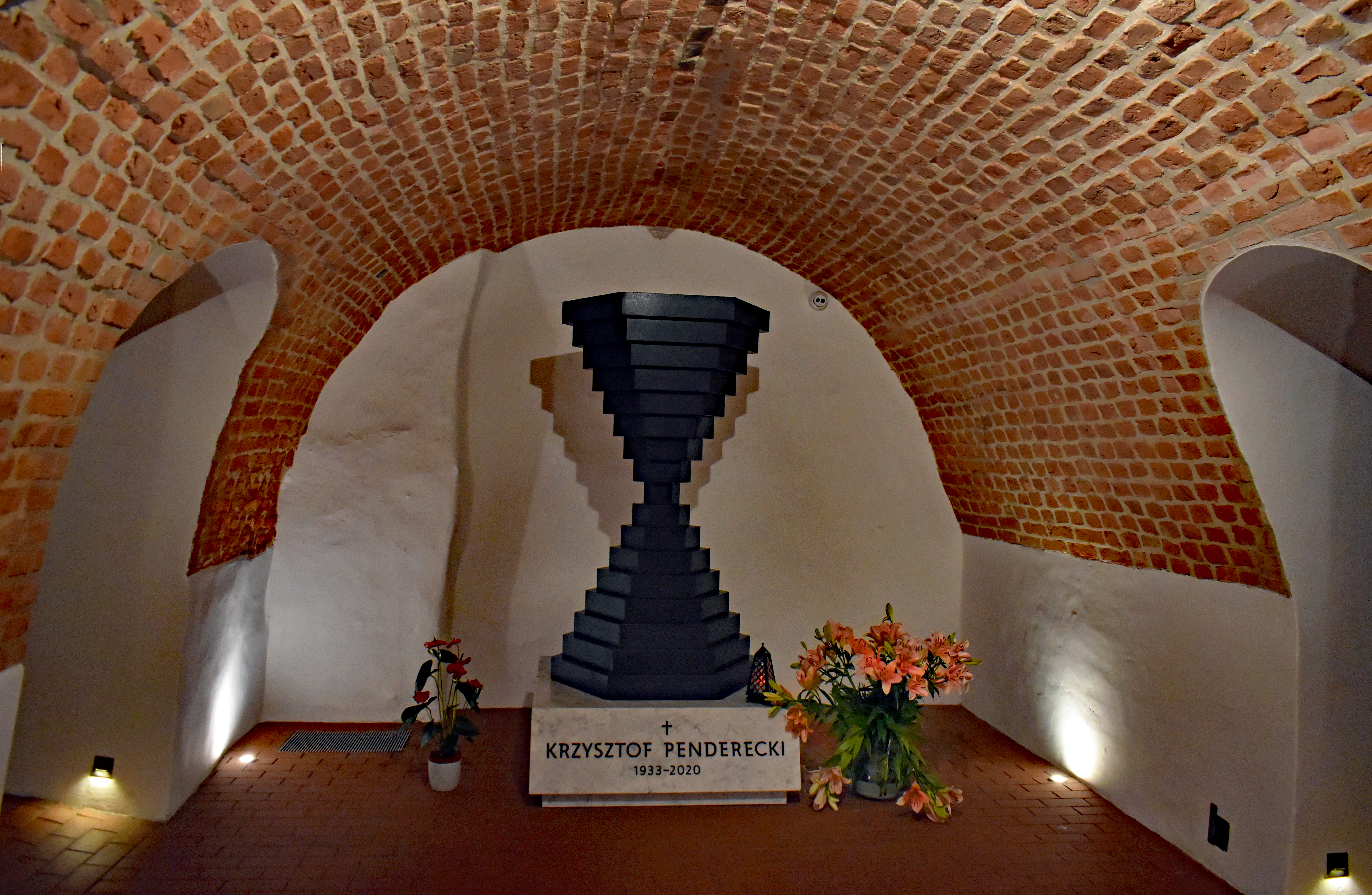
Urna z prochami w Panteonie Kościoła Świętych Apostołów Piotra i Pawła w Krakowie

Zmarł 29 marca 2020 w Krakowie. Urna z jego prochami do czasu pogrzebu została złożona w bazylice św. Floriana, zaś 2 kwietnia 2020 odbyła się msza żałobna. Z uwagi na pandemię COVID-19, uroczystości pogrzebowe kompozytora odbyły się dwa lata po śmierci kompozytora, czyli 29 marca 2022. Prochy Krzysztofa Pendereckiego spoczęły w Panteonie Narodowym w kryptach kościoła Świętych Apostołów Piotra i Pawła w Krakowie.

## Dorobek kompozytorski

### Utwory sceniczne

#### Opery
- 1968–1969: Diabły z Loudun (The Devils of Loudun) – Opera w trzech aktach (Libretto kompozytora na podstawie The Devils of Loudun Aldousa Huxleya w opracowaniu Johna Whitinga)
- 1975: Najdzielniejszy z rycerzy (radiowa opera dziecięca) (Libretto Ewa Szelburg-Zarembina)
- 1976–1978: Paradise Lost (Raj utracony) – Sacra Rappresentazione w dwóch aktach (na podstawie poematu Johna Miltona – Raj utracony)
- 1984–1986: Czarna maska – Opera w jednym akcie (Tekst Harry’ego Kupfera i Krzysztofa Pendereckiego, na podstawie dramatu Gerharta Hauptmanna)
- 1990–1991: Ubu Rex – Opera buffa w dwóch aktach (Libretto: Jerzy Jarocki, na podstawie dramatu Ubu Roi Alfreda Jarry’ego)

### Muzyka instrumentalna

#### utwory na orkiestrę
- 1959–1960: Anaklasis na 42 instrumenty smyczkowe i perkusję
- 1961–1962: Fluorescencje na orkiestrę
- 1966: De natura sonoris No. 1 na orkiestrę
- 1971: Prélude na instrumenty dęte blaszane, perkusję i kontrabasy
- 1971: De natura sonoris No. 2 na orkiestrę
- 1972–1973: I Symfonia na orkiestrę
- 1974: Przebudzenie Jakuba na orkiestrę
- 1979: Adagietto z Raju utraconego na orkiestrę
- 1979–1980: II Symfonia (Wigilijna) na orkiestrę
- 1988–1995: III Symfonia na orkiestrę
- 1989: Adagio – IV Symfonia na wielką orkiestrę
- 1991–1992: V Symfonia na orkiestrę
- 2003: Fanfarria Real na orkiestrę
- 2005: Chaconne – in memoria Giovanni Paolo II (fragment „Polskiego Requiem”) na orkiestrę kameralną
- 2018: Polonez dla Niepodległej

#### utwory na orkiestrę smyczkową
- 1959: Emanacje na dwie orkiestry smyczkowe
- 1960–1961: Ofiarom Hiroszimy – tren na 52 instrumenty smyczkowe[40]
- 1961: Polymorphia na 48 instrumentów smyczkowych
- 1962: Kanon na orkiestrę smyczkową
- 1973: Intermezzo na 24 instrumenty smyczkowe
- 1992: Sinfonietta per archi
- 1996–1997: Serenade na orkiestrę smyczkową: Passacaglia (1996), Larghetto (1997)

#### utwory na orkiestrę dętą
- 1967: Pittsburgh Ouverture na orkiestrę dętą
- 1994: Entrata na 4 rogi, 3 trąbki, 3 puzony, tubę i kotły
- 1998: Luzerner Fanfare na 8 trąbek i perkusję

#### utwory na zespół jazzowy
- 1971: Actions na zespół jazzowy

#### utwory na instrumenty solowe i orkiestrę
- 1961: Fonogrammi na Flet i orkiestrę kameralną
- 1964: Capriccio per oboe e 11 archi
- 1964: Sonata per violoncello ed orchestra
- 1966–1967: Concerto per violoncello ed orchestra (przejrzane 1971/1972)
- 1967: Capriccio per violino ed orchestra
- 1971: Partita na koncertujący klawesyn, gitarę elektryczną, basową, harfę, Kontrabas i orkiestrę (przejrzane 1991)
- 1976–1977: Concerto per violino ed orchestra (przejrzane 1988)
- 1980: Capriccio per tuba, Scherzo alla Polacca[41]
- 1982: Concerto per violoncello ed orchestra no. 2
- 1983: Concerto per viola (violoncello/clarinetto) ed orchestra
- 1992: Concerto per flauto (clarinetto) ed orchestra da camera
- 1992–1995: Metamorfozy Concerto per violino ed orchestra n. 2
- 1994: Sinfonietta No. 2 per clarinetto ed archi
- 1995: Violin Concerto No. 2 Metamorphosen
- 2000: Muzyka na flet prosty, marimbę i smyczki
- 2000–2001: Concerto Grosso per tre violoncelli ed orchestra
- 2001–2002: Concerto per pianoforte ed orchestra, «Resurection»
- 2002–2003: Adagio na wiolonczelę i orkiestrę
- 2004: Concerto grosso no. 2 per 5 clarinetti ed orchestra
- 2008: Concerto per corno e orchestra „Winterreise”

#### muzyka kameralna
- 1953: Sonata na skrzypce i fortepian
- 1956: 3 miniature per clarinetto e pianoforte
- 1959: Miniatury per violino e pianoforte
- 1960: Quartetto per archi No. 1 (I Kwartet smyczkowy)
- 1968: Capriccio per Siegfried Palm
- 1968: Quartetto per archi No. 2 (II Kwartet smyczkowy)
- 1980: Capriccio für Tuba solo
- 1984: Cadenza per viola sola
- 1985–1986: Per Slava
- 1987: Prélude na klarnet solo in B
- 1988: Der unterbrochene Gedanke na kwartet smyczkowy
- 1990–1991: Trio smyczkowe
- 1993: Quartett na klarnet, skrzypce, altówkę i wiolonczelę
- 1994: Divertimento per violoncello solo
- 1999: Sonata per violino e pianoforte No. 2
- 2000: Sekstet na skrzypce, altówkę, wiolonczelę, klarnet, waltornię i fortepian
- 2004: Tempo di Valse na wiolonczelę solo

#### muzyka filmowa i wykorzystywana w filmach
- 1959: Bulandra i diabeł w reżyserii Jerzego Zitzmana i Lechosława Marszałka
- 1959: Nie ma końca wielkiej wojny w reżyserii Jana Łomnickiego
- 1964: Rękopis znaleziony w Saragossie w reżyserii Wojciecha Hasa
- 1973: Egzorcysta w reżyserii Williama Friedkina
- 1980: Lśnienie w reżyserii Stanleya Kubricka (De natura sonoris I i II, Przebudzenie Jakuba, Kanon, Polimorfia, Utrenija II)
- 1990: Dzikość serca w reżyserii Davida Lyncha
- 2007: Katyń w reżyserii Andrzeja Wajdy
- 2010: Shutter Island w reżyserii Martina Scorsese
- 2015: Demon w reżyserii Marcina Wrony
- 2017: Twin Peaks w reżyserii Davida Lyncha (Ofiarom Hiroszimy – tren)

#### Kompozycje na taśmę
- 1961: Psalmus na taśmę
- 1963: Brygada śmierci na głos i taśmę według Leona Weliczkera[42]
- 1972: Ekecheiria – muzyka na taśmę z okazji igrzysk XX olimpiady

### Muzyka wokalna

#### muzyka na chór a cappella
- 1962: Stabat Mater (obecnie fragment Pasji według św. Łukasza na trzy chóry mieszane (SATB) a cappella)
- 1965: Miserere (obecnie fragment Pasji według św. Łukasza) na chór chłopięcy ad lib. i trzy chóry mieszane (ATB) a cappella
- 1965: In Pulverem Mortis (obecnie fragment Pasji według św. Łukasza) na trzy chóry mieszane (SATB) a cappella
- 1972: Ecloga VIII (Vergili „Bucolica”) na 6 głosów (AATBBB) a cappella
- 1981: Agnus Dei (obecnie część Polskiego Requiem) na chór mieszany (SSAATTBB) a cappella
- 1986: Ize cheruvimi – na chór mieszany a cappella (SSAATTBB) a cappella do tekstu staro-cerkiewno-słowiańskiego
- 1987: Veni creator (Hrabanus Maurus) na chór mieszany (SSAATTBB) a cappella
- 1992: Benedicamus Domino (Organum i Psalm 117) na pięciogłosowy chór męski (TTTBB) a cappella
- 1993: Benedictus na chór mieszany (SATB) a cappella

#### śpiew z akompaniamentem zespołu instrumentalnego lub orkiestry
- 1959: Strofy na sopran, recytatora i 10 instrumentów do tekstów Menandra, Sofoklesa i in.
- 2017: VI Symfonia: „Chinesische Lieder” (pieśni chińskie), na baryton, erhu i orkiestrę kameralną[43][44]

#### utwory na chór i orkiestrę
- 1958: Psalmy Dawida na chór mieszany (SATB), instrumenty perkusyjne i strunowe – (Psalm XXVIII, Psalm XXX, Psalm XLIII i Psalm CXLIII)
- 1959–1961: Wymiary czasu i ciszy na czterdziestogłosowy chór mieszany, perkusję i smyczki
- 1964: Cantata in honorem Almae Matris Universitatis Iagellonicae sescentos abhinc annos fundatae na dwa chóry mieszane i orkiestrę
- 1970–1973: Canticum Canticorum Salomonis na szesnastogłosowy chór mieszany, orkiestrę kameralną i parę taneczną (ad lib.)
- 1997: Slawa swjatamu dlinnju knazju moskowskamu (Hymn do św. Daniela) na chór mieszany i orkiestrę
- 1997: Hymn do św. Adalberta na chór mieszany i orkiestrę

#### głosy solowe, chór i zespół instrumentalny bądź orkiestra
- 1965–1966: Passio Et Mors Domini Nostri Jesu Christi Secundum Lucam na sopran, baryton, bas, recytatora, chór chłopięcy, trzy chóry (SATB) i orkiestrę
- 1967: Dies Irae – Oratorium ob memoriam in perniciei castris in Oświęcim necatorum inexstinguibilem reddendam na sopran, tenor, bas, chórmieszany (SATB) i orkiestrę: I. Lamentatio, II. Apocalypsis III. Apotheosis (Oratorium) (zobacz: Polscy laureaci Prix Italia w kategorii programów telewizyjnych)
- 1970: Kosmogonia na solistów (sopran, tenor, bas), chór mieszany i orkiestrę
- 1969–1970: Utrenja I (Jutrznia – złożenie do grobu) na solistów (sopran, alt, tenor, bas, basso profondo), dwa chóry mieszane i orkiestrę
- 1970–1971: Utrenja II (Zmartwychwstanie) na solistów (sopran, alt, tenor, bas, basso profondo), dwa chóry mieszane i orkiestrę
- 1973–1974: Magnificat na bas solo, zespół wokalny, dwa chóry mieszane, głosy chłopięce i orkiestrę: I. Magnificat, II. Fuga, III. Et misericordia eius..., IV. fecit potentiam, V. passacaglia, IV. sicut locutus est, VII. gloria
- 1979–1980: Te Deum na cztery głosy solowe (sopran, mezzosopran, tenor, bas), dwa chóry mieszane i orkiestrę
- 1980–1984: Polskie Requiem na czterech solistów (SATB), chór mieszany i orkiestrę
- 1995: Agnus Dei na cztery głosy solowe, chór mieszany i orkiestrę
- 1996: Siedem bram Jerozolimy (VII symfonia) na pięć głosów solowych (SSATB), recytatora, trzy chóry mieszane i orkiestrę. Części utworu:
  - I. Magnus Dominus et laudabilis nimis
  - II. Si oblitus fuero tui, Jerusalem
  - III. De profundis
  - IV. Si oblitus fuero tui, Jerusalem
  - V. Lauda, Jerusalem, Dominum (Psalm 147)
  - VI. Facta es super me manus Domini (Ezechiel 37, 1-10)
  - VII. Haec dicit Dominus;
  - (zdjęcie fragmentu partytury)
- 1997–1998: Credo na pięć głosów solowych (sopran, mezzosopran, alt, tenor, bass) chór dziecięcy, chór mieszany i orkiestrę
- 2004: Phedra na głos, chór i orkiestrę
- 2004–2005: VIII Symfonia „Lieder der Vergänglichkeit” (pieśni przemijania[45]) na sopran, mezzosopran, baryton, chór i orkiestrę symfoniczną

## Odznaczenia i nagrody
- Uroczystość wręczenia nagrody Per Artem Ad Deum 2015 – od lewej: Wincenty Kućma, Volker Resing (wydawnictwo Herder), Krzysztof PendereckiOrder Sztandaru Pracy I klasy

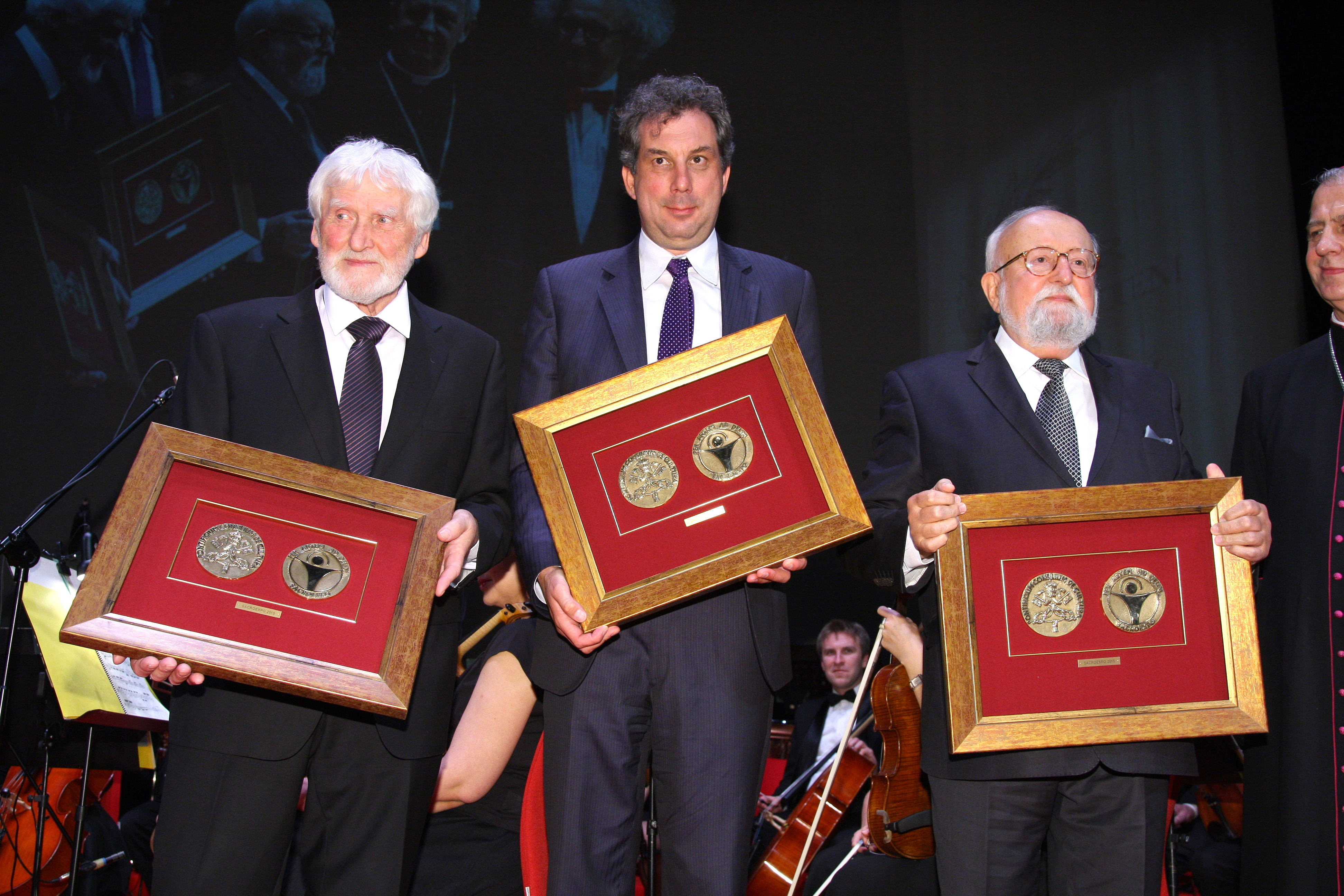
Uroczystość wręczenia nagrody Per Artem Ad Deum 2015 – od lewej: Wincenty Kućma, Volker Resing (wydawnictwo Herder), Krzysztof Penderecki

- Nagroda Ministra Kultury i Sztuki (1961)[46]
- Krzyż Kawalerski Orderu Odrodzenia Polski z okazji 20-lecia Polski Ludowej nadany przez Radę Państwa (1964)[47]
- Nagroda Państwowa I stopnia w przeddzień Narodowego Święta Odrodzenia Polski (1968)[48][49]
- Nagroda Związku Kompozytorów Polskich (1970)[49]
- Nagroda Miasta Krakowa (1972, 2000)[50]
- Dyplom uznania MSZ za wybitne osiągnięcia w propagowaniu polskiej kultury za granicą w 1972 (1973)[51]
- Krzyż Komandorski Orderu Odrodzenia Polski w związku z jubileuszem Polski Ludowej (1974)[52]
- Nagroda im. Gottfrieda von Herdera (1977)[49]
- Nagroda Państwowa I stopnia (1983)[49]
- Nagroda im. Jeana Sibeliusa (1983)[49]
- Premio Lorenzo Magnifico (1985)[49]
- Nagroda Izraelskiej Fundacji im. Karla Wolffa (1987)[49]
- Odznaka tytułu honorowego „Zasłużony dla Kultury Narodowej” (1987)[53]
- Nagroda Grammy czterokrotnie (1988, 1999 – dwie nagrody, 2017)[54]
- Wielki Krzyż Zasługi Orderu Zasługi RFN (Niemcy, 1990)[49][55]
- Grawemeyer Award of the University of Louisville (1992)[49]
- Krzyż Komandorski z Gwiazdą Orderu Odrodzenia Polski (1993)[56]
- Nagroda Międzynarodowej Rady Muzycznej UNESCO (1993)[49]
- Komandor Orderu Zasługi Kulturalnej (Księstwo Monako, 1993)[49]
- Odznaka Honorowa za Naukę i Sztukę za wybitne osiągnięcia w dziedzinie sztuki i nauki przyznawany przez prezydenta Republiki Austrii (1994)[57][49]
- Nagroda Pro Baltica (1995)[49]
- Komandor Orderu Sztuki i Literatury (Francja, 1996)[49]
- Krzyż Oficerski Orderu Wielkiego Księcia Giedymina (Litwa, 1998)[58]
- Nagroda Muzyczna miasta Duisburg (1999)[49]
- AFIM Indie Award (1999)[49]
- MIDEM Classical Award jako Best Living Composer of the Year (2000)[49]
- Oficer Orderu Zasługi Republiki Włoskiej (2000)[59][49]
- Premio Principe de Asturias de las Artes (2001)[49]
- Nagroda Wielka Fundacji Kultury (2002)[49]
- Nagroda im. Romano Guardiniego (2002)[49]
- Wielka Złota Odznaka Honorowa za Zasługi dla Republiki Austrii (2003)[60]
- Preis der Europäischen Kirschenmusik (2003)[49]
- Medal Fundacji Judaica (2003)[49]
- Praemium Imperiale (Japonia, 2004)[49]
- Złoty Medal „Zasłużony Kulturze Gloria Artis” (2005)[61]
- Order Orła Białego (2005)[62], w 2011 powołany w skład Kapituły tego Orderu[63]; zrezygnował z członkostwa w niej krótko przed 5 stycznia 2016[64]
- Komandor Orderu Trzech Gwiazd (Łotwa, 2006)[65]
- Oficer Orderu Bernardo O’Higginsa (Chile, 2008)[55]
- Doroczna Nagroda Ministra Kultury i Dziedzictwa Narodowego (2008)[49]
- Komandor Orderu Lwa Finlandii (Finlandia, 2008)[66]
- Nagroda im. Józefa Chełmońskiego (2008)[49]
- Nagroda Prezydenta Miasta Gdańska „Neptuny” (2008)[67]
- Medal Służby dla Ojczyzny I Klasy (Armenia, 2008)[49][68]
- Medal Leonardo da Vinci od Europejskiej Akademii Nauk w Hanowerze, przyznany w Erywaniu (Armenia, 2008)
- Odznaka Honorowa „Zasłużony dla Mazowsza” (2008)[69][70]
- Medal „Thorunium” (2008)[71]
- Order Honoru od Prezydenta Republiki Armenii (2009)[55]
- Order Zasługi Wielkiego Księstwa Luksemburga (2009)[55]
- Nagroda Tansman za wybitną indywidualność muzyczną i bezkompromisowość w twórczości (2010)[72]
- Krzyż Wielki Orderu Pro Merito Melitensi (Zakon Maltański, 2011)[55]
- Nagroda specjalna i medal ZAiKS-u (2011)[73]
- Nagroda Viadriny za zasługi dla polsko-niemieckiego porozumienia (7 maja 2012)[74]
- Paszport Polityki za 2012 rok w kategorii Kreator Kultury (wraz z żoną Elżbietą Penderecką)[75]
- Laureat konkursu Wybitny Polak (2013)[76]
- Odznaka Honorowa Województwa Podlaskiego (2013)[77]
- Złoty Medal Honorowy za Zasługi dla Województwa Małopolskiego (2013)[78]
- Order Krzyża Ziemi Maryjnej I klasy (Estonia, 2014)[79]
- Medal Per Artem ad Deum (2015)[80]
- Laur Krakowa XXI wieku (2016)[81]
- Nagroda Grammy za album „Penderecki conducts Penderecki vol.1” w kategorii Muzyka chóralna (ang. Best Choral Performance) (2017)[82]
- Nagroda PAU im. Erazma i Anny Jerzmanowskich (2017)[83]
- Nagroda 100-lecia ZAiKS-u (2018)[73]
- Odznaka honorowa „Zasłużony dla Województwa Podkarpackiego”[84]

### Doktoratyhonoris causa
- Uniwersytet w Rochester – luty 1972
- Saint Olaf College, Northfield, Minnesota – marzec 1977
- Uniwersytet w Bordeaux – maj 1979
- Uniwersytet w Leuven – luty 1979
- Uniwersytet Georgetown, Washington D.C. – listopad 1984
- Uniwersytet w Belgradzie – kwiecień 1985
- Uniwersytet w Madrycie – kwiecień 1987
- Uniwersytet im. Adama Mickiewicza w Poznaniu – czerwiec 1987[85]
- Uniwersytet Warszawski – listopad 1993[86]
- Universidad Catolica, Buenos Aires – 1994
- Akademia Muzyczna w Krakowie – 1994
- Akademia Muzyczna w Warszawie – 1994[87]
- Uniwersytet w Glasgow – 1995
- Uniwersytet Jagielloński – 1998
- Uniwersytet w Cluj, Rumunia – 1999
- Konserwatorium im. Piotra Czajkowskiego w Moskwie – 1999
- Uniwersytet w Duquesne, Pittsburgh – 1999
- Universität Luzern – 2000
- Petersburski Uniwersytet Państwowy – 2003
- Uniwersytet Yale, New Haven – 2003
- Uniwersytet w Lipsku – 2003
- Baldwin-Wallace College, Ohio – 2004
- Uniwersytet Narodowy, Seul – 2005
- Westfalski Uniwersytet Wilhelma, Münster – 2006
- Akademia Muzyczna w Gdańsku – 6 listopada 2008
- Estońska Akademia Muzyki i Teatru – 27 września 2009
- Uniwersytet Artystyczny im. Iwana Kotlarewskiego w Charkowie – 2010
- National University of Ireland, Maynooth – 2010
- Uniwersytet Zielonogórski – 2014[88]
- Uniwersytet Indiany – 2017[89]

Opracowano na podstawie materiału źródłowego.

## Upamiętnienie

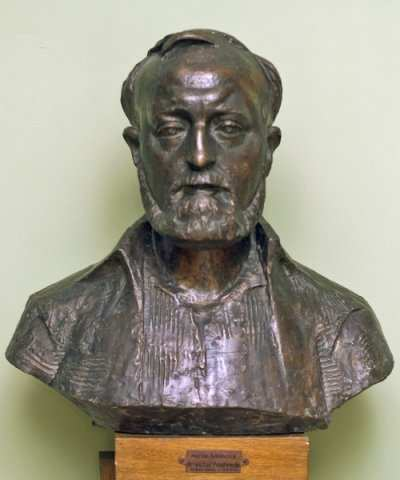
Popiersie Krzysztofa Pendereckiego w Alei Sław w Kielcach

W 2013 r. Poczta Polska z okazji 80. rocznicy urodzin Pendereckiego wyemitowała w nakładzie 300 tys. sztuk upamiętniający go znaczek pocztowy o nominale 3,80 zł. W tym samym roku Polska Wytwórnia Papierów Wartościowych wyemitowała banknot testowy z wizerunkiem kompozytora.
W 2013 r. z okazji 80-tej rocznicy urodzin artysty powstał projekt Teatru Tworzenia zatytułowany: „The dream Off Penderecki” z udziałem między innymi wybitnych aktorów: Dereka Jacobi, D. Olbrychskiego i muzyków: J. Skrzeka i J.Pijarowskiego. Premiera miała miejsce na Zamku Królewskim w Warszawie podczas inauguracji festiwalu, 17 listopada 2013.
Senat Akademii Muzycznej w Krakowie w dniu 22 czerwca 2020 r. jednogłośnie opowiedział się za nadaniem Uczelni imienia prof. Krzysztofa Pendereckiego.
Na mocy Uchwały podjętej jednogłośnie przez Radę Miejską w Zakliczynie w dniu 31 października 2023, imię prof. Krzysztofa Pendereckiego zostało nadane rondu znajdującym się w tym mieście - na skrzyżowaniu dróg wojewódzkich nr 975 i 980 oraz drogi powiatowej nr 1408K.